# Panorama (roman)
Pour les articles homonymes, voir Panorama (homonymie).
Panorama est un roman dystopique écrit par Lilia Hassaine et publié en février 2023 aux Éditions Gallimard. Ce thriller  a été salué par la critique et a reçu deux prix littéraires, dont le prix Renaudot des lycéens 2023. 

## Résumé
La France dans les années 2050 : une société qui est dictée par la « Transparence » et la vue de tous. À la suite d'une révolution nationale nommée la « Revenge Week » en 2029, une nouvelle constitution est adoptée imposant une obligation de surveillance mutuelle entre citoyens. 
Depuis ce changement, toutes les maisons sont en verre, permettant l'observation entre voisins, des patrouilles de citoyen des quartiers le soir sont mises en place, pour s'assurer du calme et de la tranquillité. Ces mesures entraînent une baisse significative de la criminalité mais au prix de privations de liberté.
Dans ce contexte, une famille entière du quartier huppé de Paxton disparaît. Cette disparition déclenche une enquête dirigée par Hélène Dubern, une ancienne commissaire de police, qui a pris sa retraite en raison de la baisse du taux de criminalité. Cependant cette nouvelle affaire l'oblige à reprendre du service. 
Cette investigation met en lumière les dérives et les failles de ce système qui, sur fond de bienveillance, cache en réalité une facette bien plus sombre.

## Distinctions
- 2023 : prix Renaudot des lycéens[1].
- 2024 : prix François-Mauriac[2].

## Réception critique
Jérôme Garcin de l'Obs décrit le roman comme « un excellent thriller d’anticipation, qui a le velouté de la fable et le mordant du pamphlet ».
Libération le qualifie de « régal de lecture ».
Le Parisien parle d'un « récit passionnant et intelligent ».
France Info le considère comme un « roman indispensable ».